# Cygnus CRS OA-4
Cygnus CRS OA-4 — четвёртая миссия грузового корабля Cygnus к Международной космической станции по контракту снабжения Commercial Resupply Services (CRS) с НАСА.
Пятый полёт космического корабля Cygnus, первый полёт с удлинённой версией герметичного отсека. Корабль повторно назван в честь астронавта НАСА Дональда Слейтона.
В связи с аварией ракеты-носителя «Антарес» в ходе предыдущей миссии, запуск был осуществлён ракетой-носителем «Атлас V» 401.

## Запуск
Запуск состоялся в 21:44 UTC 6 декабря 2015 года, с четвёртой попытки. На протяжении 3 предыдущих дней запуск откладывался в связи с неблагоприятными погодными условиями. Ракета-носитель «Атлас V» версии 401 доставила космический корабль Cygnus на орбиту с показателями: 228,9 на 230 км, наклонение 51,64°, после чего кораблю предстоит 60-ти часовой полёт к Международной космической станции.

## Сближение и стыковка
Cygnus достиг станции 9 декабря 2015 года и в 11:19 UTC был захвачен манипулятором «Канадарм2», которым управлял астронавт НАСА Челл Линдгрен. В 14:26 UTC корабль был пристыкован к модулю «Юнити».

## Полезная нагрузка
Корабль доставил на станцию 3513 кг полезного груза (3349 кг без учёта упаковки), в том числе:
- Материалы для научных исследований — 847 кг
- Провизия и вещи для экипажа — 1181 кг
- Оборудование и детали станции — 1007 кг
- Оборудование для выхода в открытый космос — 227 кг
- Компьютеры и комплектующие — 87 кг

## Отстыковка и завершение миссии
19 февраля 2016 года в 10:40 UTC космический корабль Cygnus был
отстыкован от модуля «Юнити» с помощью манипулятора «Канадарм2» и отпущен в 12:26 UTC.

Около 16:00 UTC 20 февраля 2016 года корабль сгорел, войдя в плотные слои атмосферы, успешно завершив свою миссию.

## Фотогалерея

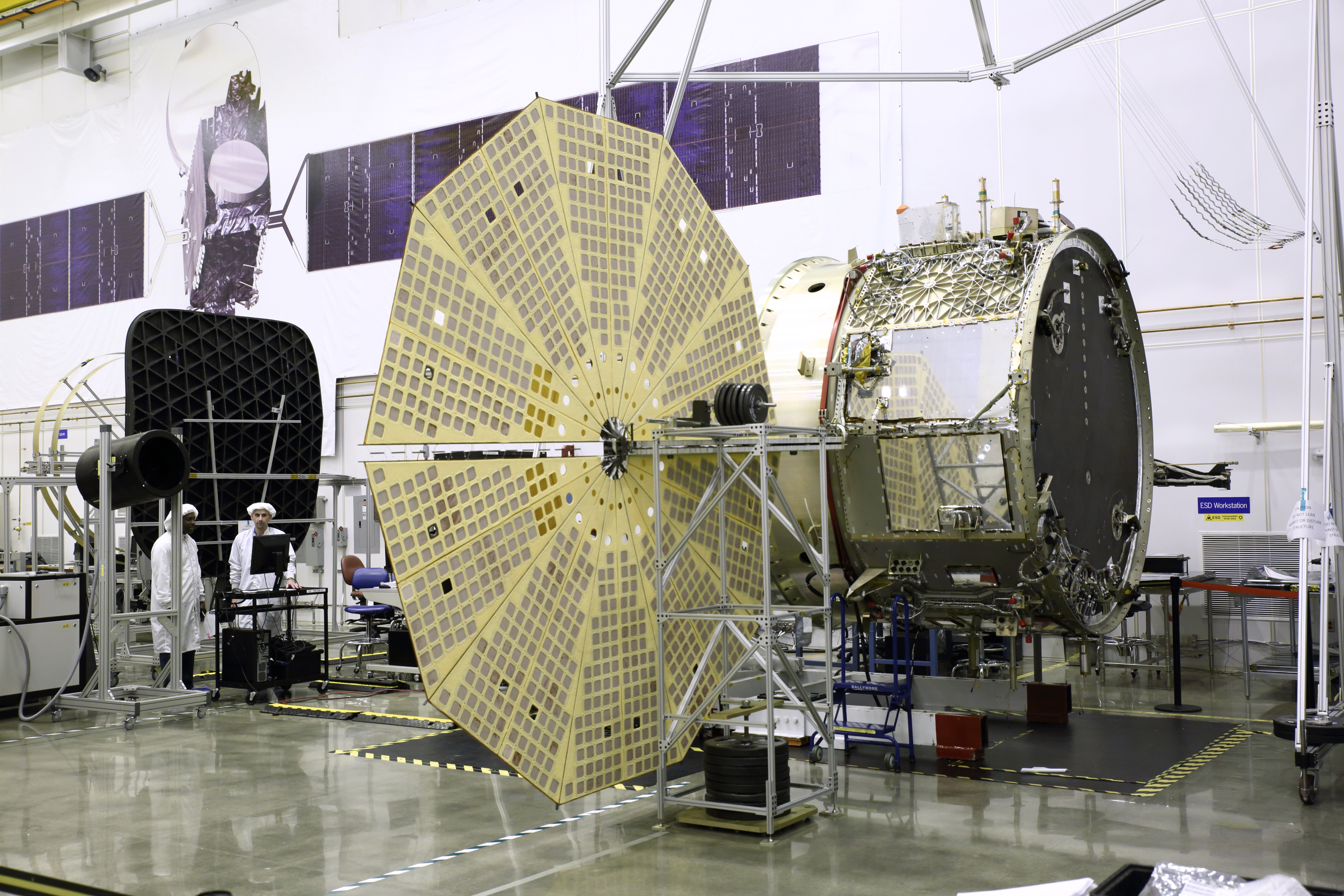
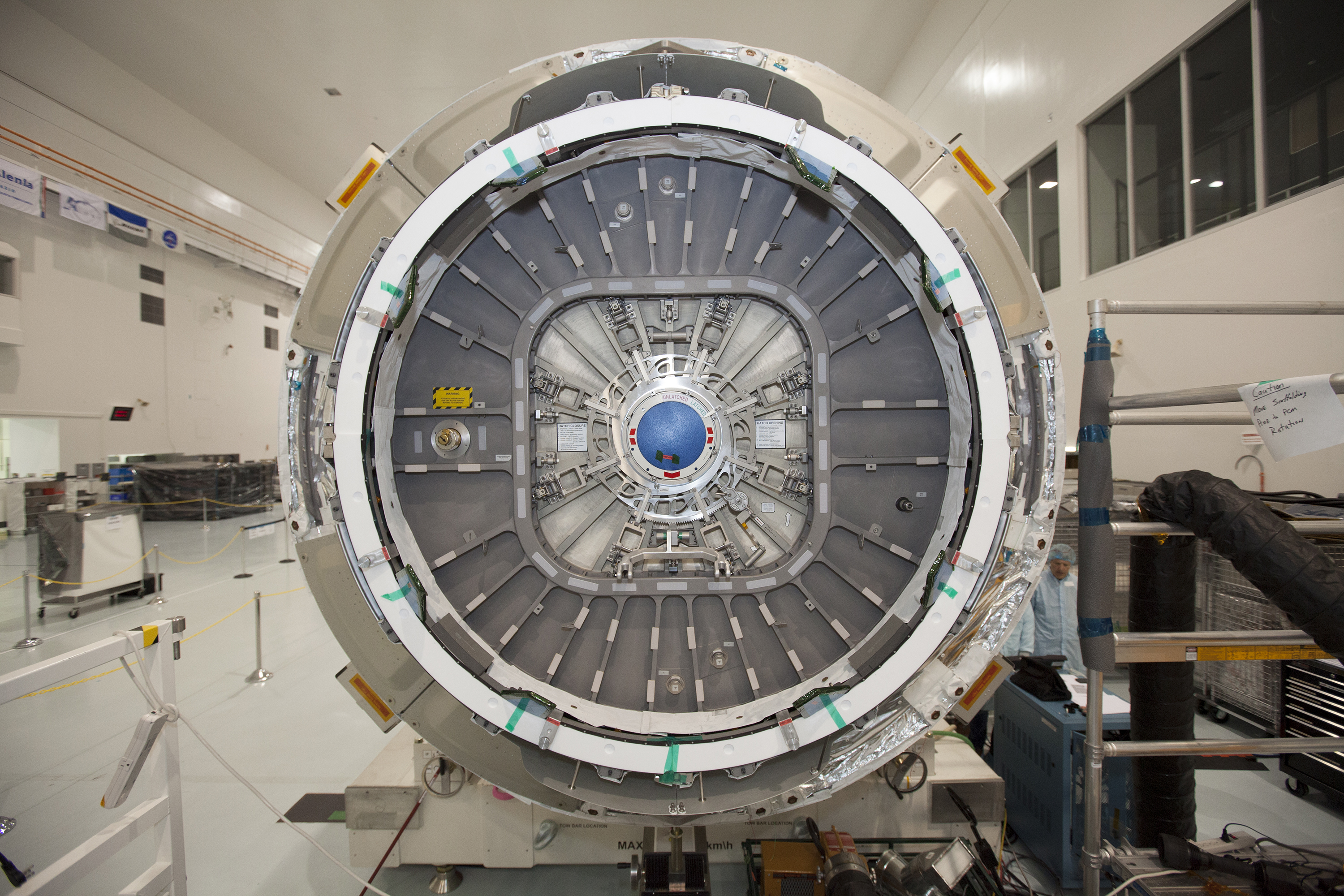
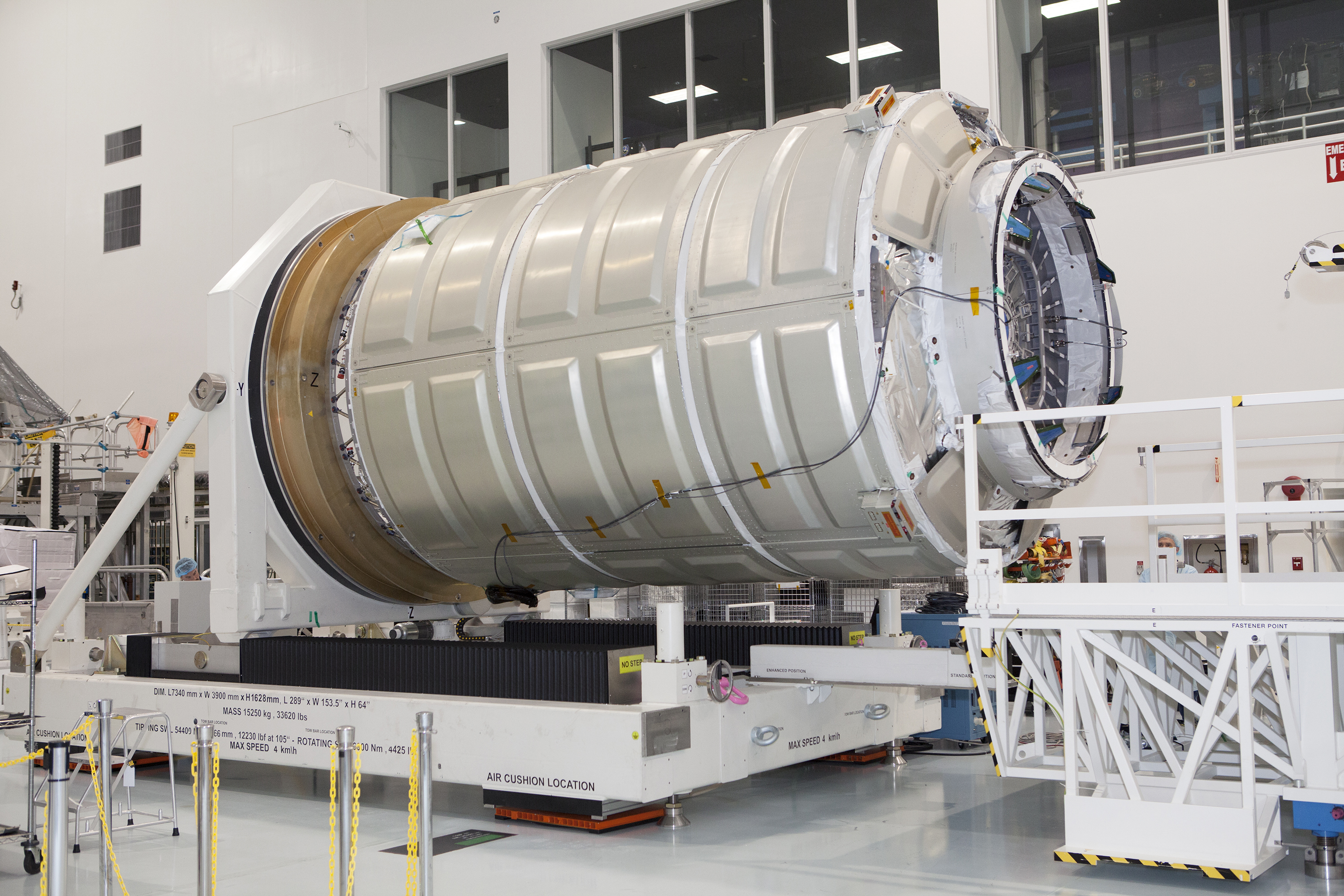
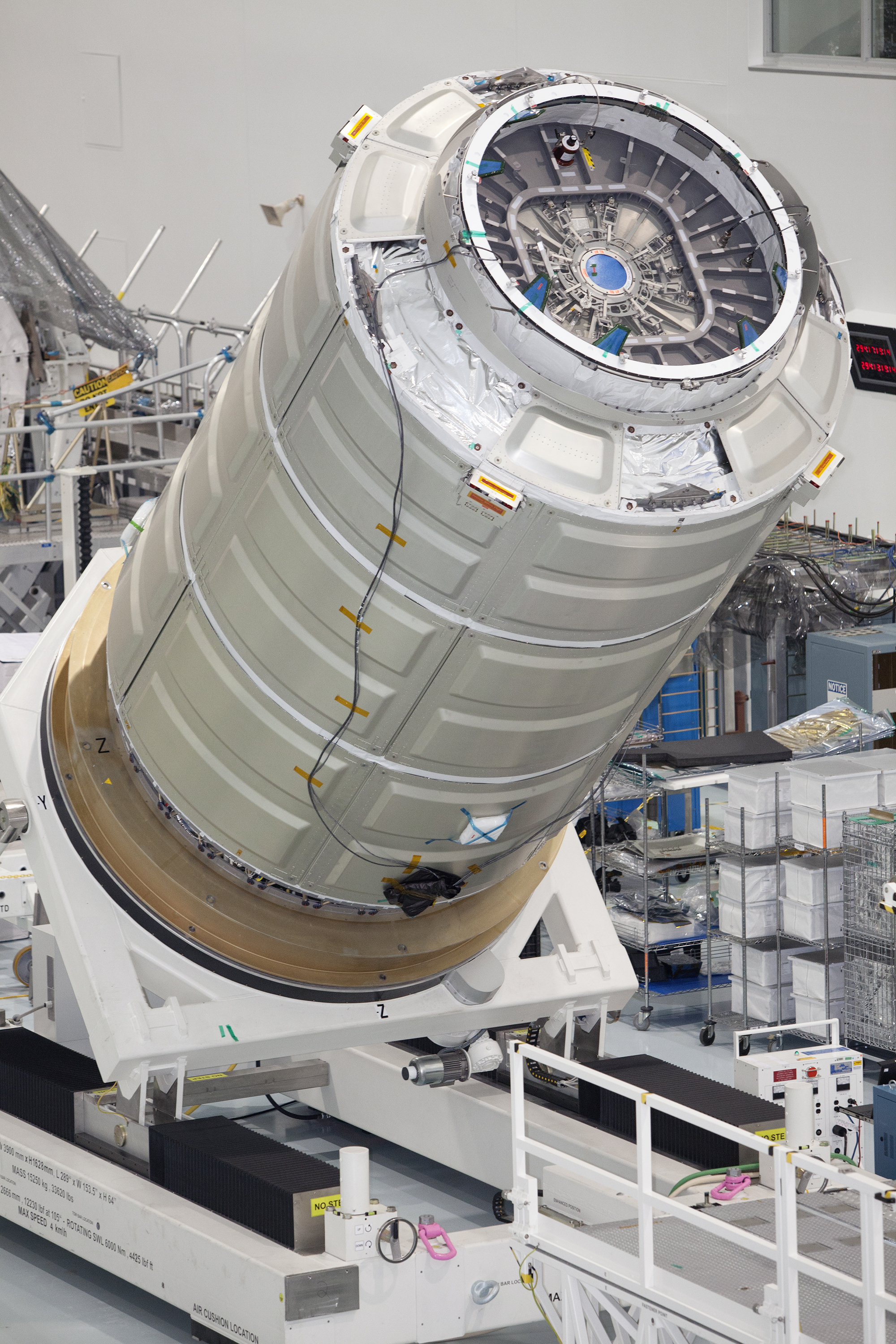
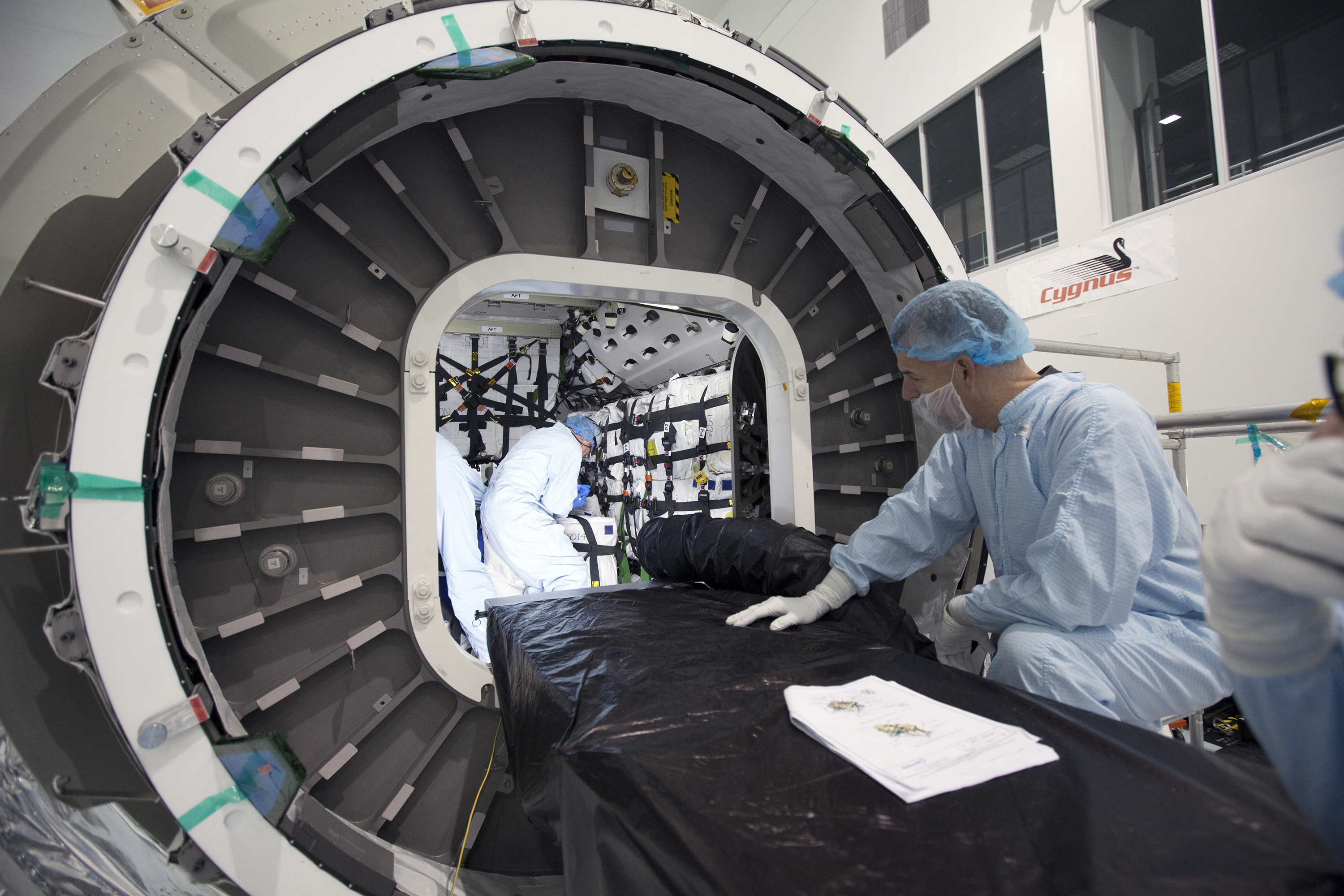
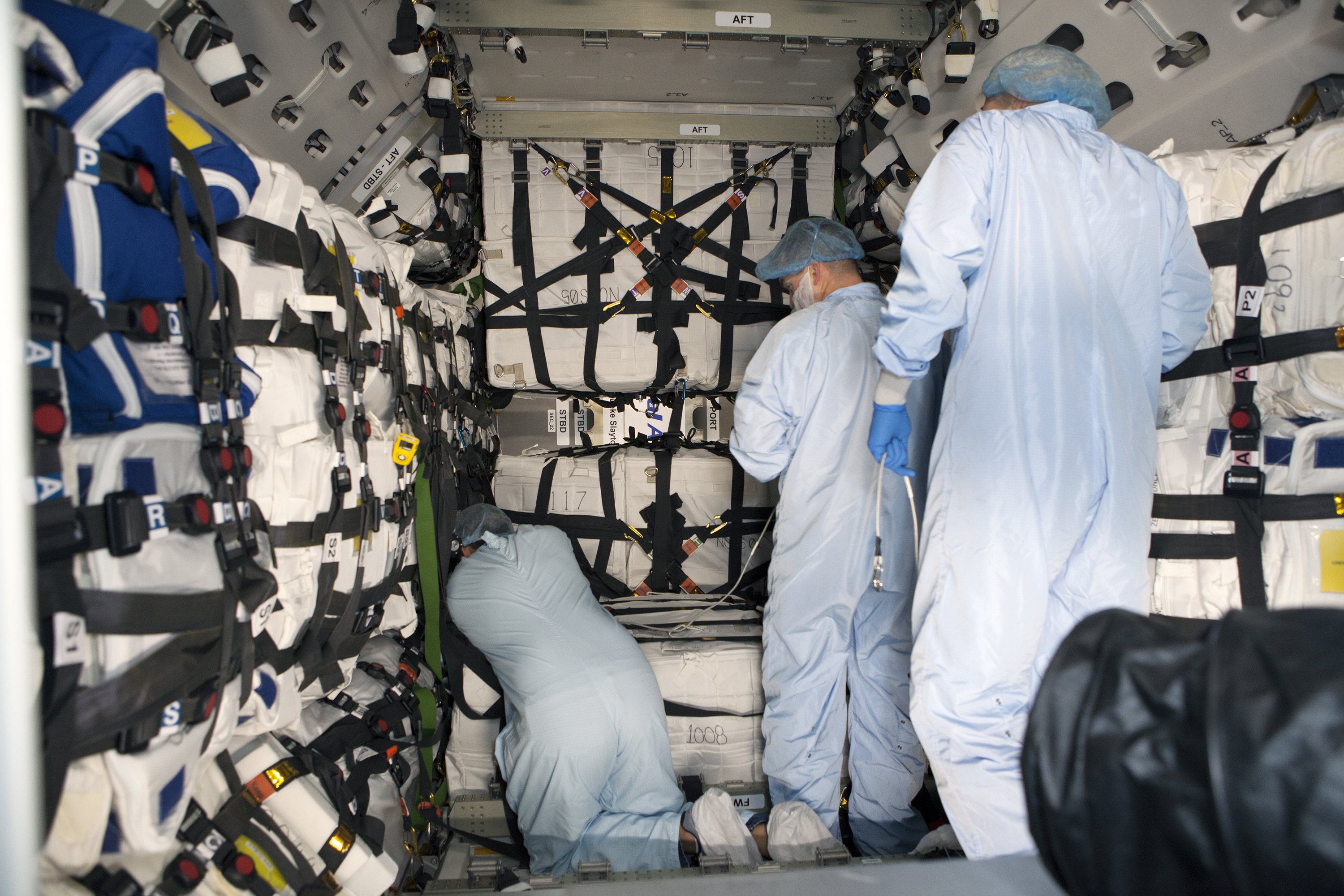
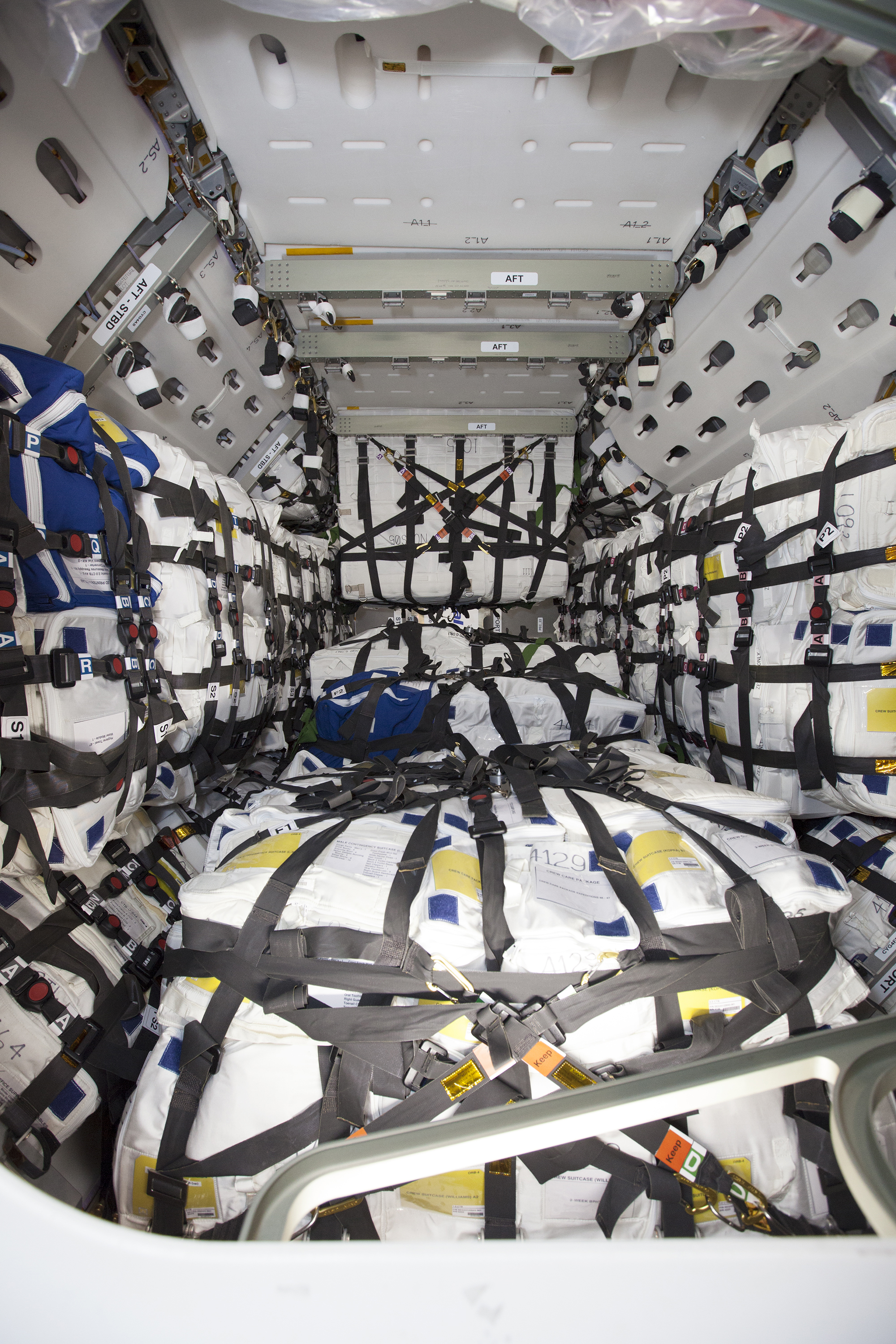
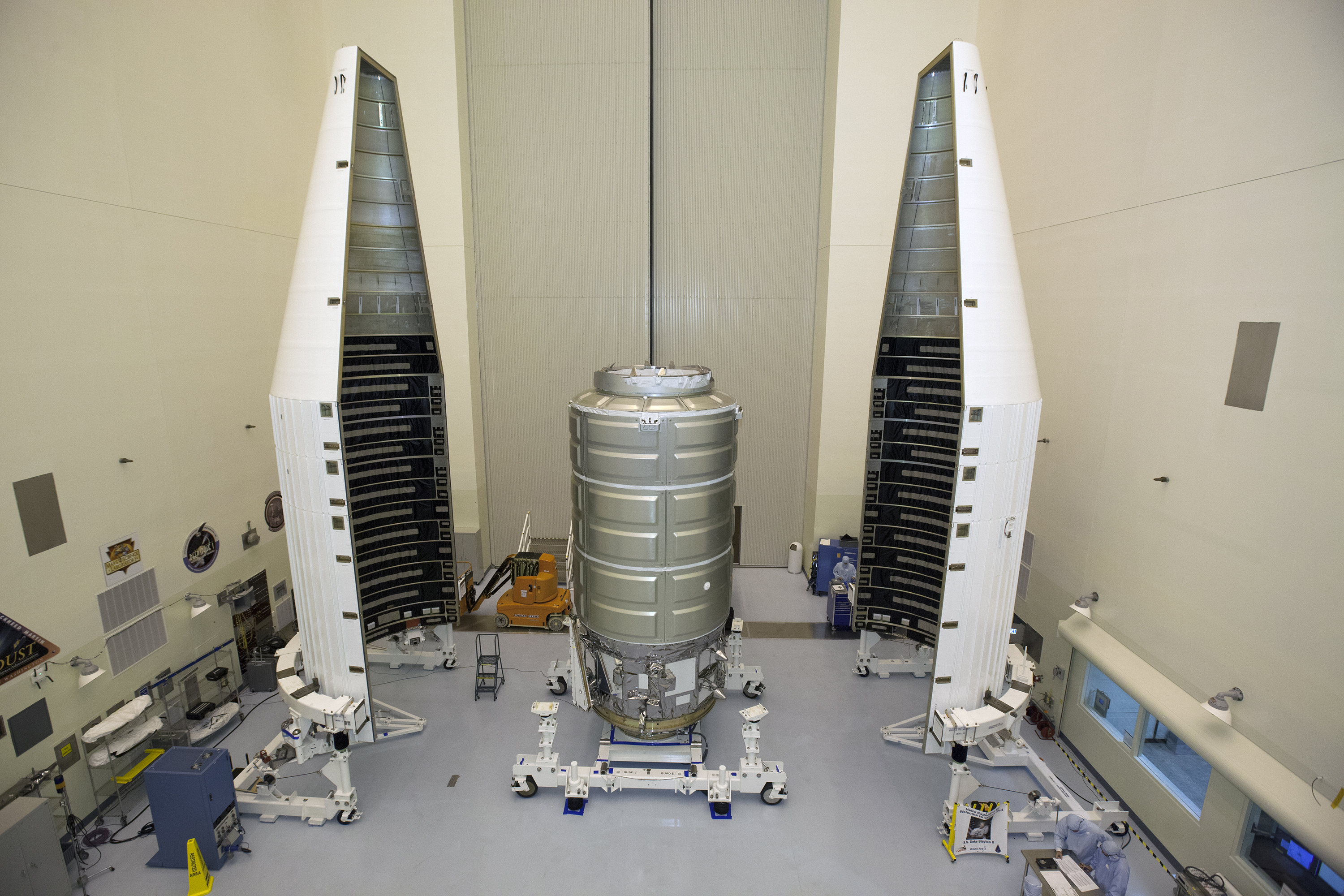
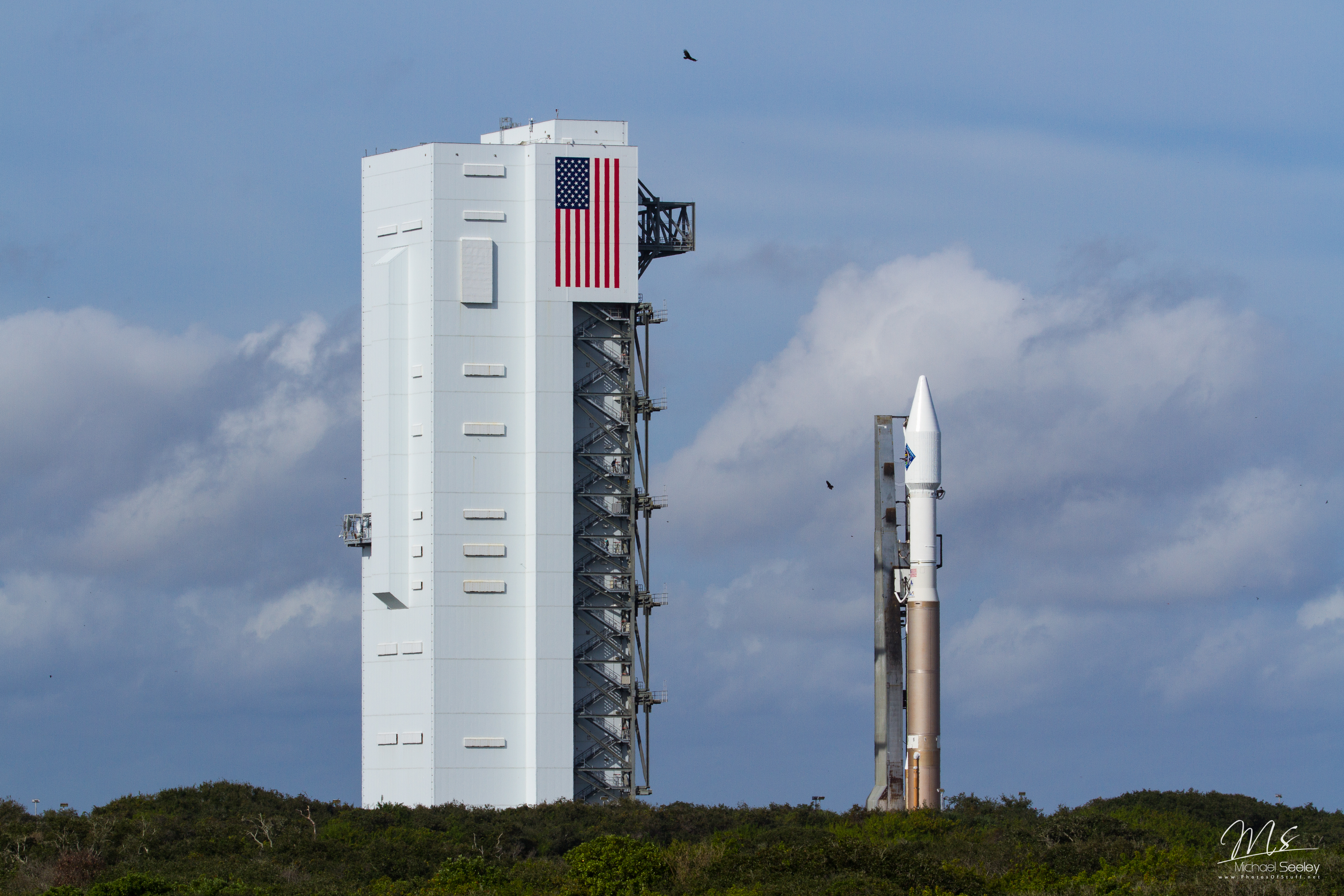
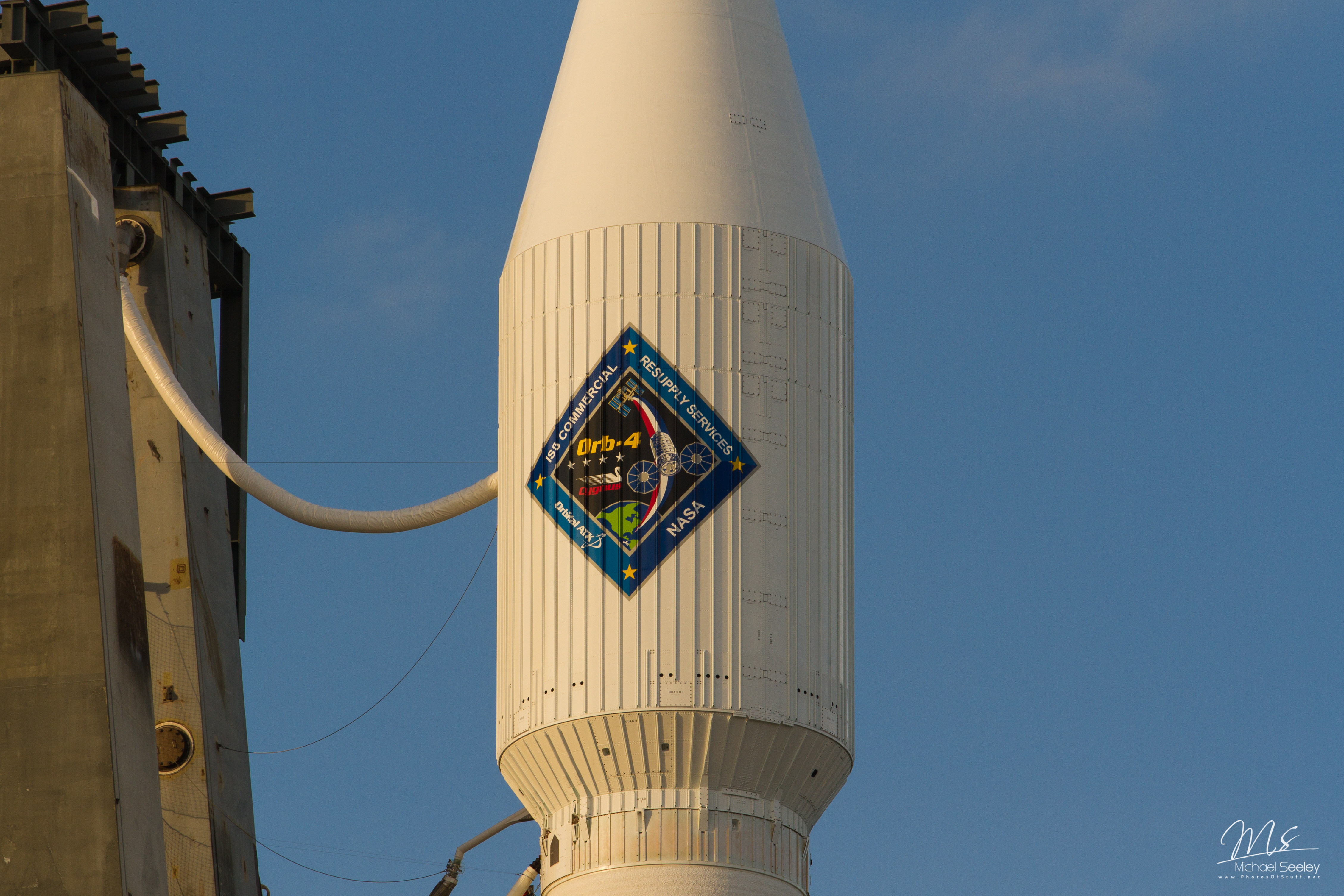
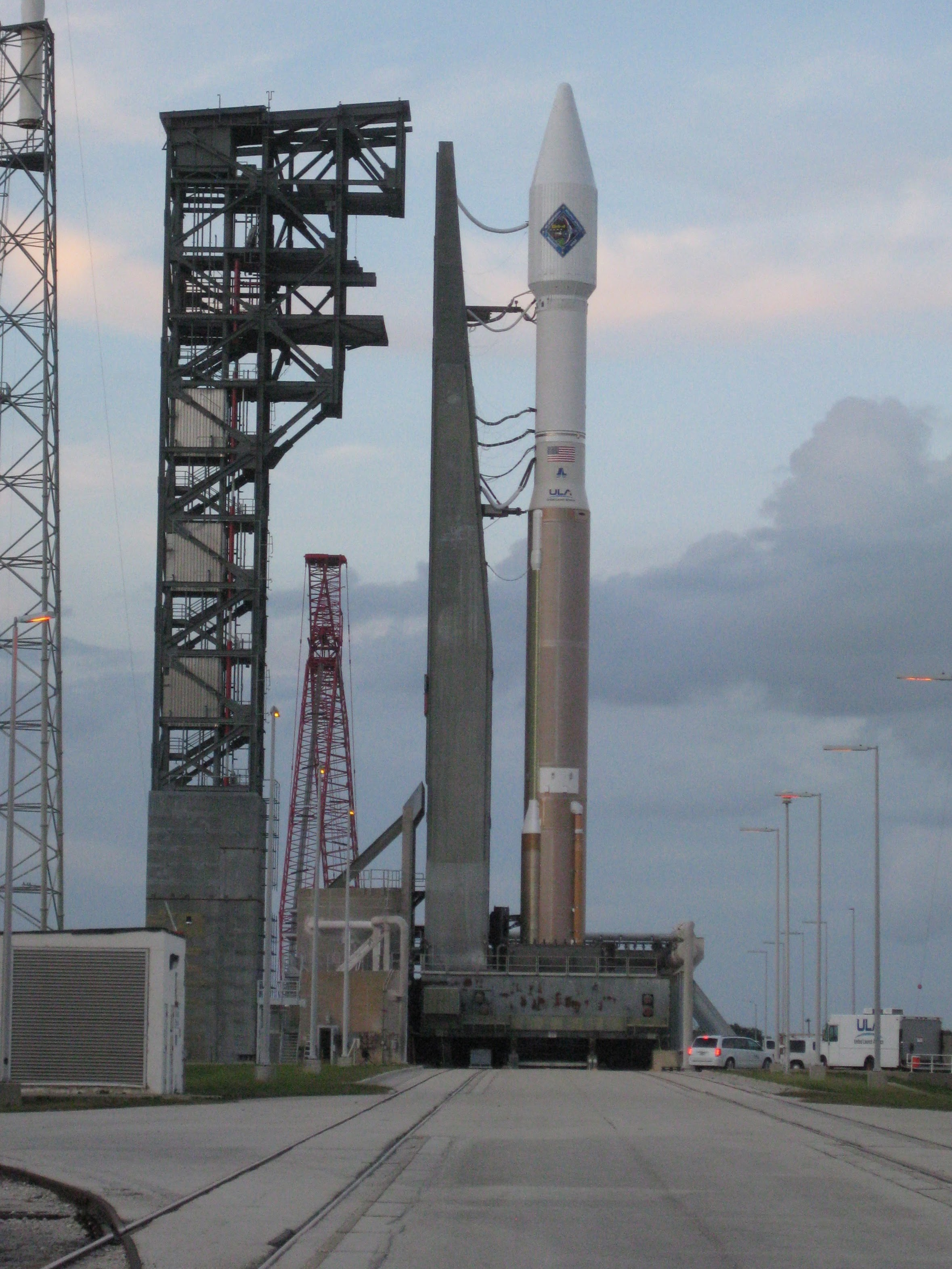
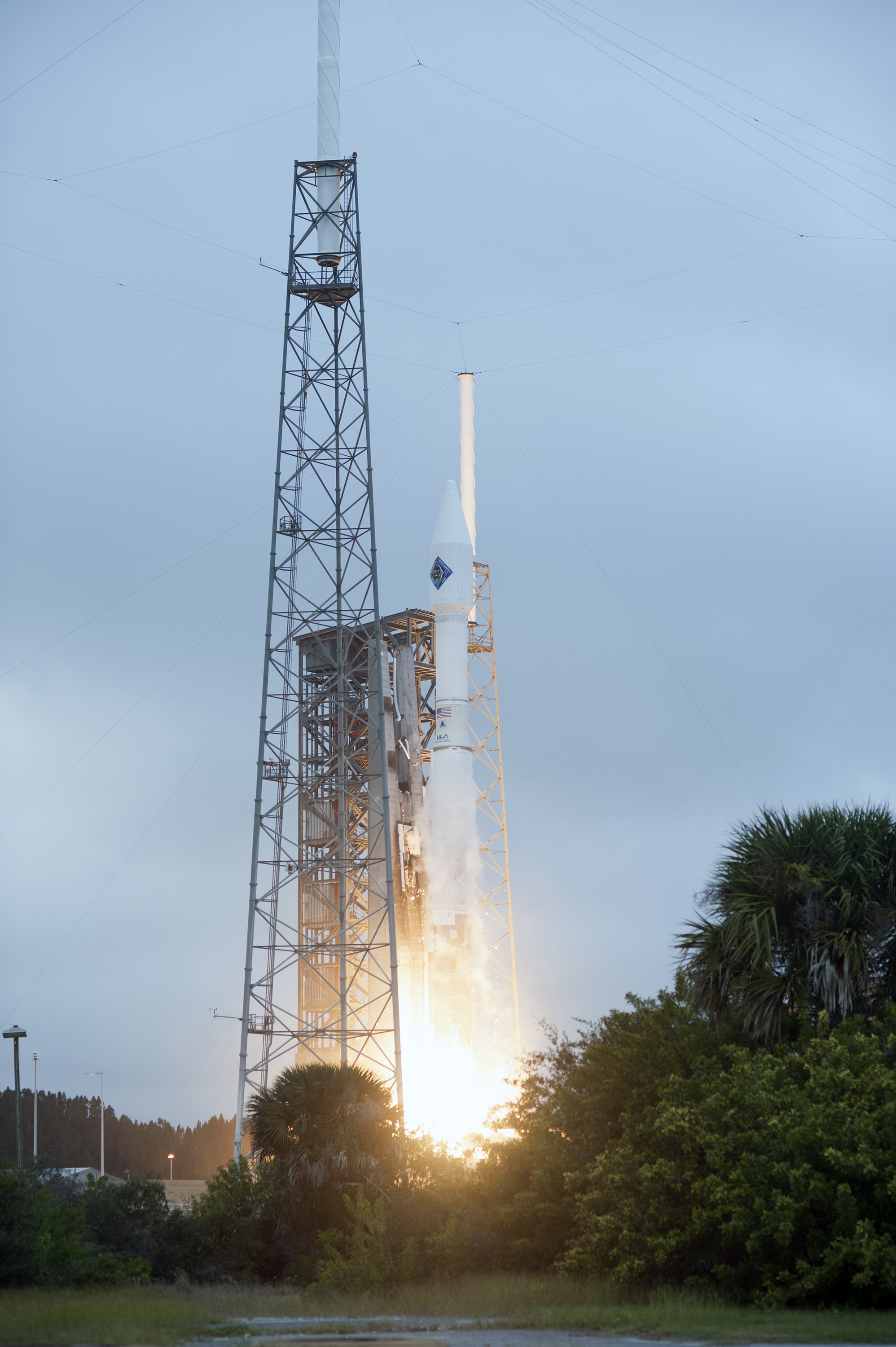
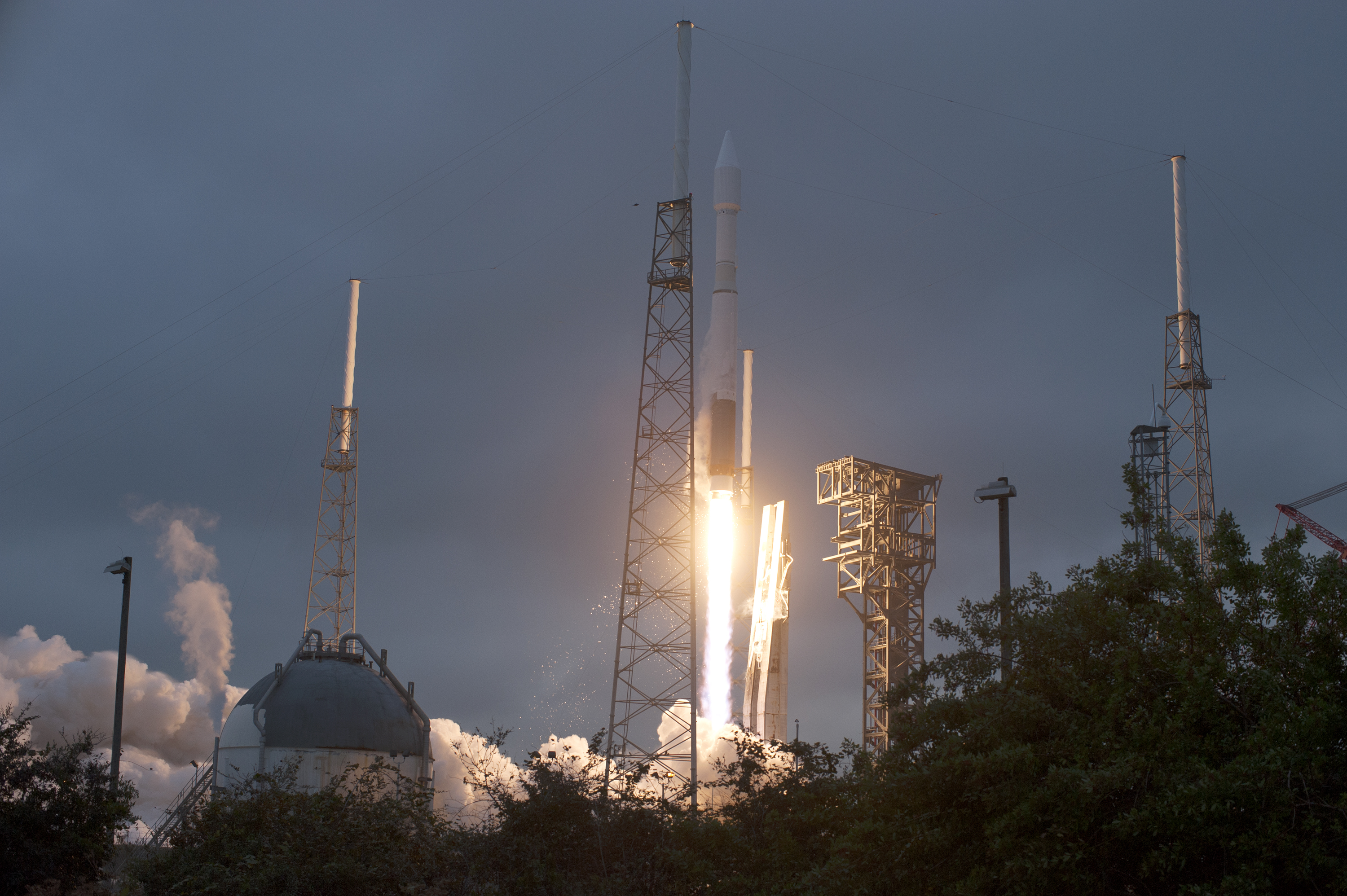
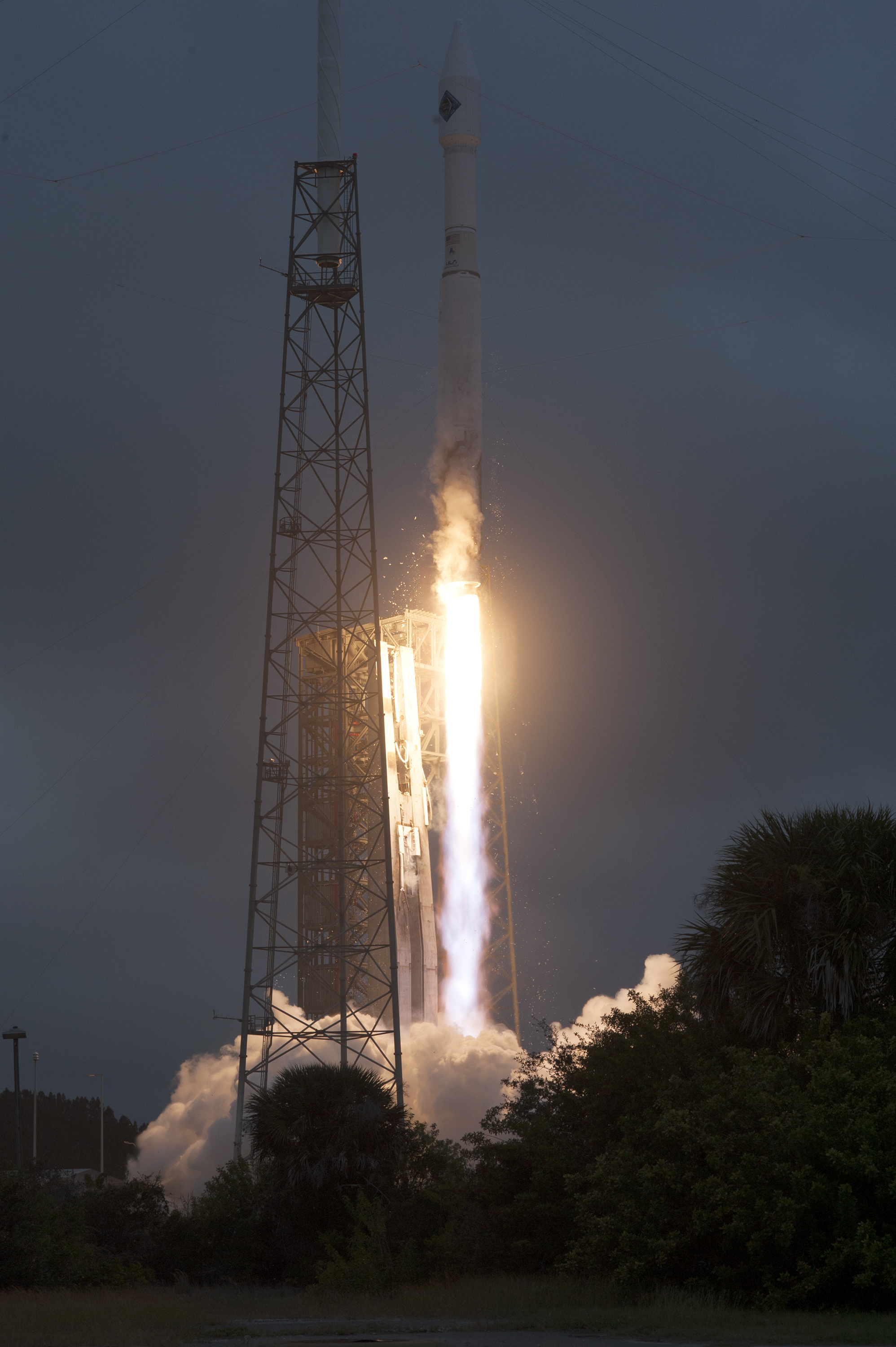
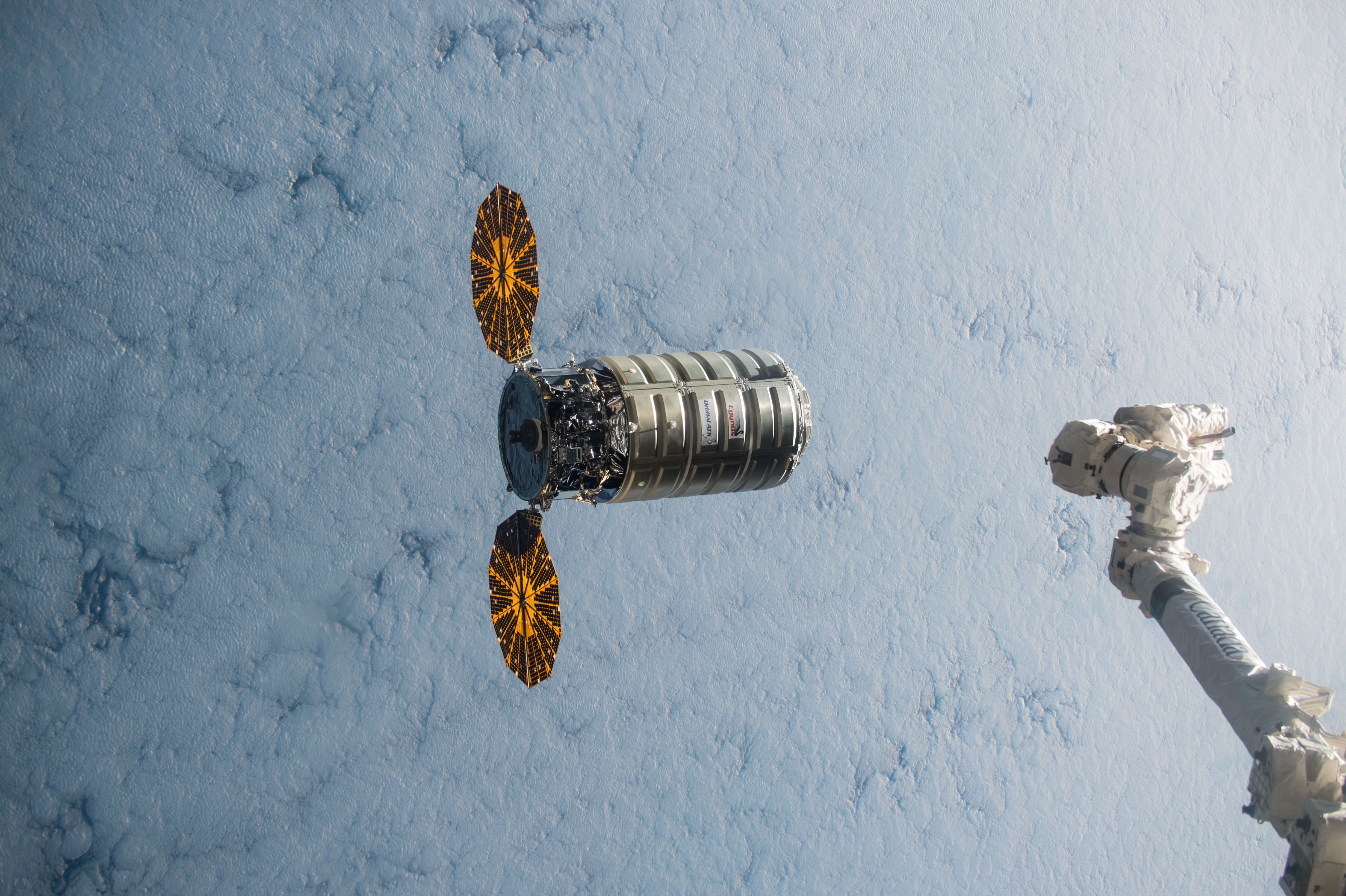